# Deepwater Horizon (filme)
Deepwater Horizon (no Brasil, Horizonte Profundo: Desastre no Golfo) é um filme de drama estadunidense de 2016 dirigido por Peter Berg e escrito por Matthew Sand e Matthew Michael Carnahan. Baseado na explosão da plataforma Deepwater Horizon, é estrelado por Mark Wahlberg, Kurt Russell, John Malkovich, Gina Rodriguez, Dylan O'Brien e Kate Hudson.

## Elenco
- Mark Wahlberg - Mike Williams
- Kurt Russell - Jimmy Harrell
- John Malkovich - Donald Vidrine
- Gina Rodriguez - Andrea Fleytas
- Dylan O'Brien - Caleb Holloway
- Kate Hudson - Felicia Williams
- Ethan Suplee - Jason Anderson
- Trace Adkins - Pai no Hotel
- Brad Leland - Robert Kaluza
- Joe Chrest - David Sims
- James DuMont - Patrick O'Bryan
- Dave Maldonado - Curt Kutcha
- Douglas M. Griffin - Alwin Landry
- Juston Street - Anthony Gervasio